# Jianning
Jianning, tidigare romaniserat Kienning, är ett härad som ingår i staden Sanming på prefekturnivå i provinsen Fujian i sydöstra Kina.
Häradet är beläget på gränsen till Jiangxi-provinsen. Under första hälften av 1930-talet var Jianning bland de härad som kontrollerades av den Kinesiska sovjetrepubliken.

## Administrativ indelning
Jianning är indelat i fyra köpingar, fem socknar och en administrativ enhet på sockennivå.
Köpingar (zhen):

- Junkou (均口镇)
- Lixin (里心镇)
- Suixi (濉溪镇)
- Xikou (溪口镇)

Socknar (xiang):

- Huangbu (黄埠乡)
- Huangfang (黄坊乡)
- Kefang (客坊乡)
- Xiyuan (溪源乡)
- Yijia (伊家乡)

Område på sockennivå:
- Fujian Jianning Jingji Kaifaqu ekonomisk utvecklingszon  (福建建宁经济开发区)